# Yang Xiaozhong (director)
En una onomàstica xinesa Yang es el cognom i Xiaozhong el prenom.
Yang Xiaozhong (xinès simplificat: 楊小仲) (Changzhou, 1899 - Shanghai, 1969) va ser un productor i director de cinema xinès. Forma part de la primera generació de cineastes de la Xina.

## Biografia
Yang Xiaozhong, de nom real Yang Baotai (杨保泰) i de nom artístic Geng Tisheng, va néixer l'11 de desembre de 1899 a Changzhou, província de Jiangsu (Xina). A causa de la mort prematura del seu pare i de les dificultats econòmiques de la seva família, va abandonar l'escola després de només uns quants anys d'escolarització. El 1916 va ser admès en un programa d’estudis i treball de la Commercial Press Continuation School, després va entrar com administratiu a la biblioteca de Commercial Press i més tard al departament de cinema on es va interessar per la temàtica cinematogràfica.

#### Carrera cinematogràfica

##### Commercial Press
El 1917, l’editorial Commercial Press (商务印书馆) de Shanghai va crear una divisió dedicada al cinema (Commercial Press Motion Picture Selection), que entre 1920 i 1927 va produir una trentena de documentals i vint pel·lícules d’opera i de ficció. A partir de 1919, va créixer gràcies a l'arribada d'un equip de cineastes de la companyia nord-americana Universal Pictures. El primer llargmetratge que van produir va ser Yan Ruisheng (閻瑞生) estrenat el 1921, que era un “docudrama” sobre l'assassinat d'una cortesana de Shanghai, amb un guió de Yang Xiaozhong i dirigit per Ren Pengnian amb amb una durada de 60 minuts i protagonitzada per Chen Shouzi, Peng Chao i Wang Caiyun. Més tard Yang va escriure guions per "Good Brother" i el 1925 va escriure i dirigir "A Drunkard’s Regrets"; Yang va posar molt interes en aquesta producció i es va fer càrrec del càsting dels actors i el disseny del material publicitari.
El 1926 i després d'haver dirigit durant menys d'un any la Guoguang Film Company filial de la Commercial, el 1927 es va incorporar a la Great Wall Film Company. A partir d'aquest moment Yang va iniciar una important activitat com a guionista i director treballant a empreses com Xinhua.

##### Xinhua
El 1934 Zhang Shankun va fundar la productora la productora Xinhua Film Company (新华影业公司), també coneguda com New China Film Company, que va competir amb les grans productores del moment, Lianhua i Minxing. La primera pel·lícula històrica de Xinhua va ser "La llegenda de l'ovella vermella" que es va completar a principis de 1935. La pel·lícula era una adaptació d'una obra de l'Òpera de Pequín sobre la rebel·lió dels Taiping i van encarregar la direcció a Yang.

##### Cinema de ciència-ficció i efectes especials
Yang s'ha considerat com un dels pioners del cinema de ciència-ficció a la Xina, amb pel·lícules com "Exchanged" i "Visiting Shanghai" També va incorporar diferents tipus d'efectes especials a pel·lícules com "The Empty Dream "( un pot trencat que recupera la seva forma, una persona que travessa la paret i objectes que caminen sols) i a "Daxia ganfengchi" del 1928 amb un truc de stop-motion.

## Filmografia destacada
La filmografia de Yang es molt amplia, en quaranta anys de carrera va escriure i/o dirigir més de 100 pel·lícules, amb generes com la comèdia, el wuxia, i el cinema històric, passant del cinema mut al sonor fins a filmar en technicolor. Cal tenir en compte que Yang durant la seva trajectoria professional va conviure amb situacions polítiques importants, des de la caiguda de la darrera dinastia imperial, passant pel govern del Guomindang, la guerra amb el Japó, fins a arribar a la constitució de la República Popular.

#### Director i/o guionista
| (1926-1963)                                                                                                 |
| 不如歸 (1926)                                                                                               |
| 兒子英雄 (1929) Poor Daddy                                                                                  |
| 江南女俠 (1930)                                                                                             |
| 心痛 (1931)                                                                                                 |
| 瑤山艷史 (1933)                                                                                             |
| 良宵 (1934)                                                                                                 |
| 四姊妹 (1935)                                                                                               |
| 小孤女 (1936)                                                                                               |
| 飛來福 (1937)                                                                                               |
| 六十年後上海灘 (1938)                                                                                       |
| 白蛇傳 (1939)                                                                                               |
| 三娘教子 (1940)                                                                                             |
| 雙珠鳳(下集) (1940)                                                                                         |
| 家 (1941)                                                                                                   |
| 卓文君 (1942)                                                                                               |
| 萬世流芳 (1943) Eternity                                                                                    |
| 凱風 (1944)                                                                                                 |
| 結婚交響曲 (1944)                                                                                           |
| 莫負少年頭 (1945)                                                                                           |
| 民族的火花 (1946)                                                                                           |
| 明月重圓夜 (1947)                                                                                           |
| 626間諜網 (1948)                                                                                            |
| 殘冬 (1949)                                                                                                 |
| 婦女春秋 (1951)                                                                                             |
| 好孩子 (1959)                                                                                               |
| 孫悟空三打白骨精 (1960) Una adaptació de Viatge a l’Oest (西遊記) una obra clàssica de la literatura xinesa |
| 寶葫蘆的秘密 (1963)                                                                                         |